# Imperial Chemical Industries
Imperial Chemical Industries (ICI) – brytyjska korporacja, jeden z największych chemicznych producentów na świecie. 
Główna siedziba korporacji znajduje się w Slough w Wielkiej Brytanii. ICI produkuje farby, składniki do wyrobów spożywczych, polimery, materiały elektroniczne, aromaty i przyprawy do potraw. Zatrudnia około 32 tys. pracowników, obroty firmy to 5,8 miliardów funtów (dane z 2005 roku). ICI powstała w grudniu 1926 roku z fuzji Brunner Mond & Co. Ltd., Nobel Enterprises Industries Ltd., United Alkali Company Ltd. i British Dyestuffs Corporation Ltd. W okresie międzywojennym produkowała chemikalia, barwniki, materiały wybuchowe, nawozy oraz lekarstwa. Imperial Chemical Industries konkurowała na rynku światowym z E. I. du Pont de Nemours and Company (DuPont) i IG Farben. W pierwszym roku istnienia obroty korporacji wyniosły 27 milionów funtów szterlingów. Do roku 1937 ICI produkowała również motocykle marki „Sunbeam”, produkowane wcześniej przez Nobel Enterprises Industries Ltd. Najbardziej znanymi markami tej firmy są: Dulux oraz Hammerite. W Polsce koncern ICI przejął producenta farb Polifarb Pilawa w Pilawie. 
1 stycznia 2008 roku holenderski koncern AkzoNobel oficjalnie przejął firmę ICI. Na polskim rynku oznacza to mariaż z producentem farb Nobiles, którego właścicielem od 1996 roku jest koncern AkzoNobel.